# Theodor Bergelin
Viktor Levin Theodor Bergelin, född 7 november 1845 i Drothems socken, död 20 december 1926 i Stockholm, var en svensk fortifikationsofficer. Han var son till Johan Theodor Bergelin.
Bergelin studerade vid Stockholms lyceum och Stockholms gymnasium 1856–1863. År 1863 blev han student vid Uppsala universitet, men kom aldrig att bedriva några studier där. Bergelin blev furir vid Upplands regemente 1864, avlade officersexamen 19 december samma år och blev underlöjtnant vid samma regemente 1865. Han genomgick därefter vid krigshögskolan på Marieberg kurserna för generalstabs- och fortifikationsofficerare 1867–1871 transporterades 1870 som underlöjtnant vid fortifikationen. Han befordrades i mars 1871 till löjtnant av 2:a klass, i oktober 1871 till löjtnant av 1:a klass, 1876 till kapten av 2:a klass och 1881 till kapten av 1:a klass. Bergelin var ordförande i sappörbataljonens förvaltningsdirektion 1878–1881, lärare vid artilleri- och ingenjörshögskolan 1892–1894 och blev 1893 befordrad till major i armén. Han var 1893–1900 fortifikationsbefälhavare vid Karlsborgs fästning 1893–1900, blev major vid fortifikationen och företog under 1896 en studieresa till Belgien, Nederländerna och Schweiz för att studera befästningskonsten. 1898 befordrades Bergelin till överstelöjtnant i armén, och han var 1900–1904 fortifikationsbefälhavare över fjärde fortifikationsområdet 1900–1904 och var avdelningschef vid kasernbyggnadsavdelningen vid fortifikationsstabens huvudstation 1901–1904. Han blev 1902 överstelöjtnant vid fortifikationen 1902. 1904 erhöll han avsked med rätt att kvarstå i fortifikationens reserv, och fungerade 1904–1909 som överkontrollant vid kasernbyggnadsarbetena inom 4:e och 5:e fortifikationsområdena och i Gävle 1905–1909. Han befordrades 1904 till överste i armén. Bergelin erhöll 1913 avsked ur fortifikationens reserv.
Bergelin blev 1885 riddare av Svärdsorden, 1898 ledamot av Krigsvetenskapsakademien och 1900 riddare av Vasaorden. Han vilar på Norra begravningsplatsen utanför Stockholm.